# Schorskrabspin
De schorskrabspin (Tmarus piger) is een spinnensoort in de taxonomische indeling van de krabspinnen (Thomisidae).
Het dier komt uit het geslacht Tmarus. Tmarus piger werd in 1802 beschreven door Charles Athanase Walckenaer.